# Ханекаг-Бала-ва-Паїн
Ханекаг-Бала-ва-Паїн (перс. خانقاه بالاوپائين) — село в Ірані, у дегестані Асалем, у бахші Асалем, шагрестані Талеш остану Ґілян. За даними перепису 2006 року, його населення становило 823 особи, що проживали у складі 173 сімей.

## Клімат
Середня річна температура становить 14,04°C, середня максимальна – 27,43°C, а середня мінімальна – -0,32°C. Середня річна кількість опадів – 771 мм.
| Клімат поселення                              | Клімат поселення | Клімат поселення | Клімат поселення | Клімат поселення | Клімат поселення | Клімат поселення | Клімат поселення | Клімат поселення | Клімат поселення | Клімат поселення | Клімат поселення | Клімат поселення | Клімат поселення |
| Показник                                      | Січ.             | Лют.             | Бер.             | Квіт.            | Трав.            | Черв.            | Лип.             | Серп.            | Вер.             | Жовт.            | Лист.            | Груд.            |                  |
| Середній максимум, °C                         | 9,98             | 10,67            | 12,58            | 17,22            | 21,53            | 25,40            | 27,43            | 27,28            | 22,98            | 20,49            | 16,12            | 11,74            |                  |
| Середня температура, °C                       | 4,85             | 5,51             | 7,40             | 12,05            | 16,38            | 20,27            | 23,44            | 23,30            | 19,00            | 16,50            | 12,12            | 7,73             |                  |
| Середній мінімум, °C                          | −0,32            | 0,34             | 2,29             | 6,89             | 11,23            | 15,10            | 19,43            | 19,29            | 15,00            | 12,52            | 8,14             | 3,74             |                  |
| Норма опадів, мм                              | 75               | 64               | 67               | 52               | 38               | 24               | 11               | 34               | 81               | 121              | 96               | 108              |                  |
| Середньомісячна швидкість вітру, м/с          | 2.30             | 2.40             | 2.40             | 2.36             | 2.39             | 2.60             | 2.60             | 2.40             | 2.27             | 2.00             | 1.91             | 2.00             |                  |
| Середньомісячна сонячна радіація, кДж/м²·день | 6792             | 9086             | 11188            | 15872            | 20211            | 22996            | 23897            | 20196            | 16489            | 11221            | 8455             | 6477             |                  |
| --------------------------------------------- | ---------------- | ---------------- | ---------------- | ---------------- | ---------------- | ---------------- | ---------------- | ---------------- | ---------------- | ---------------- | ---------------- | ---------------- | ---------------- |
| Джерело:                                      |                  |                  |                  |                  |                  |                  |                  |                  |                  |                  |                  |                  |                  |